# Chapelle Saint-Michel du Meix-Saint-Michel
La chapelle Saint-Michel du Meix-Saint-Michel est une chapelle dans la commune de Rully dans le département français de Saône-et-Loire et la région Bourgogne-Franche-Comté.

## Historique
Cette chapelle qui date de 1863 a été construite quelques années après le château dont elle dépend : le château Saint-Michel, bâti dans le style haussmannien à la demande de Claude Coin, ancien syndic des agents de change de la ville de Paris. 
Pour sa décoration intérieure au pochoir, elle fait l'objet d'un classement au titre des monuments historiques depuis le 27 mai 1991.